# RealVNC
RealVNC는 원격 접속 소프트웨어를 제공하는 회사이다. 해당 소프트웨어는 VNC 프로토콜을 통해 다른 컴퓨터의 화면을 원격으로 제어하는 서버(VNC 서버)와 클라이언트(VNC 뷰어) 애플리케이션으로 구성되어 있다.

## 역사
앤디 하터와 다른 오리지널 AT&T VNC 팀 구성원들은 2002년 RealVNC 리미티드를 설립했다. RalVNC의 자동차 부문은 VNC Automotive라는 별개 회사로 2018년 분리되었다.

## 클라이언트 (VNC 뷰어)
RealVNC 클라이언트는 vncviewer를 사용하여 전체 화면 모드에서 실행할 수 있다. 그 뒤 F8 기능키를 기본키로 사용하여 옵션 메뉴를 표시할 수 있다.(전체 화면에서 나오거나 Ctrl-Alt-Delete 키 시퀀스를 전달하는 등)

## 서버 (VNC 서버)
RealVNC의 서버 구성 요소는 컴퓨터가 원격으로 다른 컴퓨터에 의해 통제될 수 있게 한다.